# Hypolytrum sphaerostachyum
Hypolytrum sphaerostachyum är en halvgräsart som beskrevs av Johann Otto Boeckeler. Hypolytrum sphaerostachyum ingår i släktet Hypolytrum och familjen halvgräs. Inga underarter finns listade i Catalogue of Life.